# Зажурилась Україна
«Зажурилась Україна» — українська історична народна пісня.

## Історія
Один з перших варіантів цієї пісні опублікував український вчений-етнограф Михайло Максимович 1834 року у збірці «Українські народні пісні, видані Михайлом Максимовичем. Частина перша». Згодом був запис цієї пісні в 60-х роках 19 століття в сучасному Самарівському районі Січеславщини. Пісня збереглася в народній пам'яті аж до кінця 20-го століття — сучасний запис зроблено 1987 року в селі Мала Токмачка, що на Запоріжжі.

## Тема та ідея
Тема: страждання народу під час татаро-турецьких нападів  на українську землю і прагнення бути вільними
Ідея: заклик об'єднатися і дати відсіч ворогові.

## Текст
Зажурилась Україна, бо нічим прожити:
Витоптала орда кіньми маленькії діти.

Котрі молодії — у полон забрато;
Як заняли, то й погнали до пана, до хана.

Годі тобі, пане-брате, ґринджоли малювати,
Бери шаблю гостру, довгу та йди воювати!

Ой ти станеш на воротях, а я в закоулку,
Дамо тому стиха лиха та вражому турку!

Ой ти станеш з шабелькою, а я з кулаками,
Ой, щоб слава не пропала проміж козаками.

Ой козак до ружини, бурлака до дрюка:
Оце ж тобі, вражий турок, З душею розлука!